# Doypack
Le Doypack est un sachet souple tenant debout. 

## Conception
Il est en trois pièces, les faces avant et arrière avec un fond circulaire qui se plie en W quand le sachet s'aplatit. Le même matériau constitue les trois éléments mais possibilité de matériau différent pour le fond et les côtés, un matériau plastique souple, dont la structure, qui est le plus souvent un multicouche, assure la rigidité de l'emballage et la protection du contenu. On l'utilise en coupant un coin supérieur ou la totalité du bord haut, parfois refermable grâce à un "Zip" et de plus en plus avec une valve, un bouchon ou un clip.

## Histoire
Il a été inventé en 1963 par le français Louis Doyen, alors PDG de Thimonnier. La marque Doypack (pour DOYen PACKaging) est déposée internationalement et est devenue la propriété de la société Thimonnier. À l'origine, ce sachet fut imaginé pour le conditionnement de jus de fruit puis d'olives.
Louis Doyen développe à partir de 1965, au sein de l'entreprise familiale Thimonnier, les machines de fabrication des sachets Doypack et les machines permettant leur conditionnement. Sylvie Guinard, petite fille de Louis Doyen, et PDG a racheté Thimonnier fin 2013 pour assurer son développement international.
N'étant pas fabricant d'emballage, il signe des accords de licence avec les grands transformateurs de films plastiques : La Cellophane (devenu Alcan puis Amcor) en France, Kalle (Hoescht) en Allemagne, Grace Cryovac (Sealed Air) en Italie, Fujimori au Japon, Grafo Regia au Mexique, etc.

## Écologie
Réduction à la source du poids des emballages, le Doypack et le sachet souple de manière générale, apportent un gain de plus de 80 % comparé à une boîte ou un corps creux, l’espace occupé par le conditionnement après usage est aussi nettement en faveur du sachet comparé aux autres conditionnements et est au moins égale à l’étui carton, qui généralement ne se suffit pas à lui-même. 
Ce gain de place est également vrai en amont du conditionnement, à l'approvisionnement du conditionneur.

## Commercialisation
À partir de 1987, sous la poussée écologique en Allemagne, le Doypack est utilisé pour les éco-recharges de lessives.
Puis création du nouveau marché Doypack des Pet-Food avec les groupes Mars et Purina Nestlé.
Le Doypack a pris pied sur le marché des plats cuisinés[réf. souhaitée] : emballage appertisable et micro-ondable. Il est utilisé également pour le conditionnement de la nourriture pour les animaux de compagnie en remplacement des barquettes. Les récents marchés concernent le conditionnement de sucre semoule et de miel.
Au total, plus de 25 milliards d'emballages Doypack ont été produits dans le monde[Quand ?]. À elle seule, la société allemande Wild (SisiWerke), qui fut la première cliente de Louis Doyen, aura commercialisé de 1967 à 2010 près de 6 milliards de Doypack dans plus de 100 pays avec son jus de fruit Capri-Sonne[réf. nécessaire]. D'une silhouette rectangulaire (avec un orifice à perforer pour une paille), il a évolué vers l'apparence d'un buste surmonté d'un goulot soudé avec bouchon vissé.